# علی پادشاه
علی پادشاه یا امیرعلی پادشاه از سرکردگان مغول در اواخر دورهٔ ایلخانان و امیر قوم اویرات و دایی ابوسعید بهادرخان بود. در ۷۲۷ق، که ناری طغای، والی خراسان، سر به شورش برداشت، ابوسعید، علی پادشاه را که مرزدار اربل بود با گروهی از امرای مغول به سرکوب ناری طغای فرستاد. اما علی پادشاه به جای این‌که رهسپار خراسان شود در سلطانیه توقف کرد و درپی آن برآمد که به‌جای ناری طغای، با خود ایلخان درآویزد و به اتفاقِ سرکردگان سپاه، توطئه قتل وزیرش، غیاث‌الدین محمد، را کشید. ابوسعید بر شورشیان دست یافت و همه را در عید قربان ۷۲۹ق کشت. اما با پادرمیانی مادرش از گناه علی پادشاه درگذشت و به او دستور داد که به حدود بغداد برود. پس از مرگ ابوسعید (۷۳۶ق) غیاث‌الدین محمد رشیدی به سفارش ایلخان، ارپاخان، از نوادگان اریق بوقا و برادر هولاکو، را بر تخت ایلخانی نشاند. حاجی خاتون، مادر ابوسعید و دلشاد خاتون، بیوهٔ ابوسعید و دختر دمشق خواجه، نزد علی پادشاه شتافتند و او را به مخالفت با ارپاخان برانگیختند. علی پادشاه نیز موسی‌خان مغول، نوادهٔ بایدو، را به ایلخانی برگزید و رهسپار آذربایجان شد. در جنگی که در ۱۷ رمضان ۷۳۶ق، میان ارپاخان و علی پاشا در جغاتو درگرفت ارپاخان شکست خورد و در ۲۱ رمضان غیاث‌الدین و در سوم شوال ارپاخان کشته شدند. در این هنگام بود که امیرحسن جلایری، معروف به «شیخ حسن بزرگ»، در مبارزهٔ قدرت شرکت کرد. وی یکی از نبیره زادگان منگوتیمور، پسر هولاکو، را که کودکی خردسال بود به ایلخانی رساند و آمادهٔ نبرد با مدعیان دیگر شد. در جنگی که در ۱۶ ذیحجه میان دو خان رقیب، در آلاطاق نزدیک نخجوان، درگرفت با حملهٔ غافلگیرانهٔ شیخ حسن، سپاه موسی‌خان شکست خورد و علی پادشاه نیز کشته شد.